# LM5
Pour les articles homonymes, voir Longue Marche 5 pour la fusée chinoise LM-5.
Albums de Little Mix
Glory Days
(2016) Confetti
(2020)
Singles
- Woman Like Me : sorti le 12 octobre 2018
- Think About Us : sorti le 25 janvier 2019

LM5 est le cinquième album du groupe féminin britannique Little Mix, sorti le 16 novembre 2018, sous les labels Syco Music et Columbia Records. 
Décrit comme un album pop et RnB, il incorpore des éléments de reggae, de trap, de hip-hop, de sons des années 90 et de reggaeton. Il comprend des collaborations avec les chanteuses Nicki Minaj, Sharaya J et Kamille (en), tandis que l'édition deluxe de l'album comprend un single inédit avec les DJ Cheat Codes. Il s'agit également du dernier album enregistré avec Syco Music, le groupe quitte le label quelques jours avant la sortie de l'album. 
L'album, marque la première fois que Little Mix apparaît en tant que producteur exécutif. Décrit comme un album féministe, ses paroles sont axées sur les droits des femmes, le mouvement MeToo, le sexisme, la sexualité et le Body positive. L'album reçoit des critiques positives, notamment sur l'exploration d'autres genres, la maturité des paroles et la performance vocale. Depuis, il est considéré par les fans comme le meilleur album du groupe. Il est destiné à un public plus âgé, mais reste un succès commercial, sans toutefois atteindre le même niveau de réussite que leur quatrième album, Glory Days.

## Contexte
En mars 2018, Leigh-Anne Pinnock déclare que le cinquième album du groupe est prévu pour la fin de l'année et qu'il sera suivi d'une tournée en 2019. Le 15 octobre 2018, Little Mix annonce que la sortie de l'album est prévue pour le mois suivant, et révèle le titre de l'album avec trois versions différentes ; une version standard, une version deluxe et une édition super deluxe. Le groupe décide d'intituler son album LM5 en hommage à leur fans, qui considéraient ce nom comme celui de l'album avant qu'il ne soit annoncé. Avant la sortie de l'album, les Little Mix partagent sur leurs réseaux sociaux des photos et des vidéos rendant hommage aux femmes et aux militants LGBTQ+. L'album s'inspire des propres expériences du groupe en matière de sexisme et du mouvement MeToo. L'album est également en grande partie coécrit par le groupe, qui figure pour la première fois sur la liste des producteurs exécutifs.
Six jours avant la date de sortie de l'album, prévue pour le 16 novembre, Little Mix quitte Syco Music. Cette décision fait suite à des problèmes entre le label de Simon Cowell et la société de gestion de Little Mix, Modest, qui semblent dus à des désaccords sur la réalisation du titre Woman Like Me, le groupe ne recevant pas de crédit d'écriture, ni de direction musicale, ni de contrôle créatif. Le groupe rejoint le label RCA au sein de Sony Music. En 2019, dans une interview pour The Guardian, l'ancien membre Jesy Nelson déclare que le groupe voulait à l'origine sortir la chanson Strip en tant que premier single : « Nous avons coréalisé la vidéo, nous avons fait le photoshoot nu, nous étions donc ravies ». Deux ans plus tard, lors d'une interview, Thirlwall révèle également que la séparation du groupe avec le label l'a bouleversée. Elle ajoute : « Il était difficile d'exprimer toute notre créativité exactement comme nous le souhaitions. L'album LM5 parle beaucoup des droits des femmes, de ce que l'on ressent en tant que femme et de nos expériences dans l'industrie ».

## Promotion
Le single Woman Like Me, avec la rappeuse américaine Nicki Minaj, est sorti le 12 octobre 2018. Le single connaît sa première performance télévisée lors de l'émission The X Factor, le 28 octobre 2018. Quelques jours plus tard à Bilbao, en Espagne, le groupe interprète la chanson avec Minaj pour la première fois lors des MTV Europe Music Awards, ce que Billboard désigne comme la meilleure performance de la soirée. Le 15 novembre, le groupe pose nu pour un photoshoot pour le clip Strip pour aider à promouvoir le body positive, qui montre des insultes marquées sur leurs corps que les filles endurent depuis leur ascension vers la célébrité. Cela conduit les fans à se rendre sur les réseaux sociaux pour prendre part au hashtag Strip With Little Mix. Les Little Mix reçoivent des compliments pour leur action, mais sont critiqués par le journaliste britannique Piers Morgan, qui les accuse « d'utiliser le sexe pour vendre des disques ». Le groupe est défendu par les chanteuses américaines Ariana Grande et Lauren Jauregui sur les réseaux sociaux,.

## Tournée
LM5 The Tour est la cinquième tournée du groupe afin de promouvoir leur cinquième album. La tournée débute le 3 juillet 2019 à Madrid, Espagne et se termine le 22 novembre à Londres, Angleterre,.

## Accueil critique
Michael Love Michael de Paper note que « c'est sans doute leur album le plus réjouissant ». Hannah Mylrea du NME estime que « l'album manque quelque peu de mélodies, mais qu'il y a des moments de pop étincelante et du point de vue des paroles, [c'est] le plus mature et le point culminant de l'évolution du groupe au cours des sept dernières années. Oui, il peut parfois manquer la qualité musicale, mais avec son message fort et pertinent, c'est une sorte d'étape importante pour le groupe. »

## Liste de chansons
| LM5   | LM5                           | LM5 | LM5                                                                          | LM5   | LM5 | LM5 | LM5 | LM5 | LM5 |
| No    | Titre                         | Auteur | Producteurs                                                                  | Durée |     |     |     |     |     |
| ----- | ----------------------------- | --- | ---------------------------------------------------------------------------- | ----- | --- | --- | --- | --- | --- |
| 1.    | The National Manthem          | - Leigh-Anne Pinnock - Jade Thirlwall - James Abrahart - Sarah Hudson - Michael Woods - Kevin White                                                                                  | Joe Kearns                                                                   | 0:29  |     |     |     |     |     |
| 2.    | Woman Like Me                 | - Jess Glynne - Ed Sheeran - Steve Mac - Nicki Minaj | - Steve Mac                                                                  | 3:49  |     |     |     |     |     |
| 3.    | Think About Us                | - Kamille - Linus Nordstrom - Frank Nobel | - Goldfingers - Louis Bell - Kamille - Kearns                                | 3:55  |     |     |     |     |     |
| 4.    | Strip (ft. Sharaya J)         | - Pinnock - Thirlwall - Perrie Edwards - Jesy Nelson - Sharaya Howell - Christopher Crowhurst - Purcell                                                                              | - MNEK - Chris Loco - Kearns - Maegan Cottone                                | 3:19  |     |     |     |     |     |
| 5.    | Monster in Me                 | - Purcell - Crowhurst - Nordstrom - Nobel - Anya Jones | - Loco - Goldfingers - Matt Rad - Kamille - Cottone                          | 3:45  |     |     |     |     |     |
| 6.    | Joan of Arc                   | - Pinnock - Thirlwall - Philip Plested - Patrick Patrikios - Hanni Ibrahim - Alexandra Shungudzo Govere                                                                              | - Loosechange                                                                | 3:11  |     |     |     |     |     |
| 7.    | Love a Girl Right             | - Pinnock - Thirlwall - Edwards - Nelson - Purcell - Crowhurst - Mark Andrews - Timothy Kelley - Robert Robinson - Robert Suarez - John Barrett - Marquis Collins - Joseph Longo III | - Loco - Kearns - Jenna Andrews - Kamille                                    | 3:02  |     |     |     |     |     |
| 8.    | American Boy                  | - Richard Boardman - Pablo Bowman - Sarah Blanchard - Cleo Tighe - Rachel Furner | - The Six - Bell - Aaron Hibell - Andrews                                    | 3:11  |     |     |     |     |     |
| 9.    | Told You So                   | - Rachel Keen - Uzoechi Emenike - Eyelar Mirzazadeh | - MNEK - Kearns                                                              | 3:12  |     |     |     |     |     |
| 10.   | Wasabi                        | - Thirlwall - Emenike - Mike Sabath - Govere | - Sabath - John Hill - Kearns                                                | 2:34  |     |     |     |     |     |
| 11.   | More than Words (ft. Kamille) | - Purcell - Timothy Mosley - Angel Lopez - Federico Vindver - Larrance Dopson - Anya Jones                                                                                           | - Timbaland - Lopez - Vindver - Dopson - Kearns                              | 3:18  |     |     |     |     |     |
| 12.   | Motivate                      | - Pinnock - Thirlwall - Edwards - Patrikios - Ibrahim - James Norton - Jenna Andrews - Javier Gonzalez                                                                               | - Loosechange - Yei - S1 - Jameil Aossey - Lonestarrmuzik - Kearns - Andrews | 3:21  |     |     |     |     |     |
| 13.   | Notice                        | - Pinnock - Thirlwall - Sabath - Govere | - Sabath - Hill - Kearns - Andrews                                           | 3:34  |     |     |     |     |     |
| 14.   | The Cure                      | - Thomas Barnes - Peter Kelleher - Benjamin Kohn - Purcell | - TMS - Andrews                                                              | 3:35  |     |     |     |     |     |
| 44:15 |                               | |                                                                              |       |     |     |     |     |     |

## Classements
| Classement (2018)             | Position |
| ----------------------------- | -------- |
| Australie (ARIA)              | 8        |
| Autriche (Ö3 Austria Top 40)  | 21       |
| Belgique (Flandre Ultratop)   | 8        |
| Belgique (Wallonie Ultratop)  | 51       |
| Canada (Canadian Albums)      | 25       |
| Danemark (Tracklisten)        | 16       |
| Pays-Bas (Mega Album Top 100) | 9        |
| France (SNEP)                 | 55       |
| Allemagne (Media Control AG)  | 22       |
| Grèce (IFPI)                  | 19       |
| Irlande (IRMA)                | 2        |
| Italie (FIMI)                 | 22       |
| Japon (Oricon)                | 56       |
| Nouvelle-Zélande (RIANZ)      | 6        |
| Norvège (VG-lista)            | 32       |
| Pologne (ZPAV)                | 42       |
| Portugal (AFP)                | 11       |
| Écosse (OCC)                  | 2        |
| Espagne (Promusicae)          | 8        |
| Suède (Sverigetopplistan)     | 28       |
| Suisse (Schweizer Hitparade)  | 22       |
| Royaume-Uni (UK Albums Chart) | 3        |

## Certifications
| Région                                                                                                 | Certification | Ventes/Streams |
| --- | ------------- | -------------- |
| Brésil (ABPD)                                                                                          | Platine       | 40 000*        |
| Royaume-Uni (BPI)                                                                                      | Platine       | 300 000^       |
| *Ventes selon la certification ^Mise en rayon selon la certification xNon précisé par la certification |               |                |